# Longyao
Longyao (en chino, 隆尧; pinyin, Lóng·Yáo) es un condado  bajo la administración directa de la Prefectura Xingtai en la Provincia de Hebei, República Popular China.  Su área es de 745 km² y su población total para 2010 superó los 524 mil habitantes. 

## Administración
Desde julio de 2021, el  Condado Longyao se divide en 12 pueblos que se administran en 7 subdistritos y 5  poblados.

## Toponimia
En la dinastía Song del Norte (969), se estableció el Condado Longping (隆平县), en la dinastía Tang (742), se estableció el condado de Yaoshan (尧山县) y en 1947, los dos condados se fusionaron y se estableció Longyao tomando los primeros sinogramas de cada condado.